# Hurricane Brass Band
Hurricane Brass Band was een Amerikaanse brassband uit New Orleans. De groep werd in 1974 opgericht door trompettist Leroy Jones, nadat de Fairview Baptist Church Marching Band vanwege vakbondsperikelen ontbonden werd. De groepsleden waren onder meer Jones, Gregory Davis (trompet), Darryl Adams (altsaxofoon) en Anthony Lacen (sousafoon). Nadat Jones de groep verliet om aan een solocarrière te werken, nam Adams de leiding over en werd de groep omgedoopt in Tornado Brass Band. Adams leidt deze band nog steeds. Enkele groepsleden van de Tornado Brass Band richtten in 1977 met Benny Jones de Dirty Dozen Brass Band op.
De Hurricane Brass Band uit New Orleans moet niet worden verward met de gelijknamige Nederlandse band uit Maastricht.

## Discografie
- Leroy Jones and His Hurricane Marching Brass band of New Orleans, Lo An Records, 1975